# Semihaswellia sulcosa
Semihaswellia sulcosa är en mossdjursart som beskrevs av Canu och Bassler 1930. Semihaswellia sulcosa ingår i släktet Semihaswellia och familjen Porinidae. Inga underarter finns listade i Catalogue of Life.